# گیپینگ
گیپینگ (انگلیسی: Gipping) روستا و محله مدنی‌ای در سافولک در شرق انگلستان است.